# 胡安·罗加
胡安·罗加·布鲁内特（西班牙語：Juan Roca Brunet，1950年10月27日—2022年7月9日），古巴男子篮球运动员。他曾代表古巴参加1972年和1976年夏季奥林匹克运动会篮球比赛，其中1972年奥运会获得一枚铜牌。